# Mine de Knurów
La mine de Knurów est une mine souterraine de charbon située en Pologne.